# Łosza (obwód grodzieński)
Łosza (biał. Ло́ша; ros. Лоша) – wieś na Białorusi, w rejonie ostrowieckim obwodu grodzieńskiego, około 10 km na zachód od Ostrowca, nad rzeczką Łoszą.

## Historia
Łosza w 1743 roku była dziedzictwem Józefata Naramowskiego. Dobra te przeszły na rodzinę Chodźków przed 1789 rokiem, w połowie XIX wieku należały do rodziny Lokucijewskich, do niejakiej Antoniewiczowej, a początkach XX wieku – do Dobrzyńskich. 
W XVIII wieku tereny te wchodziły w skład województwa wileńskiego Rzeczypospolitej. Po III rozbiorze Polski w 1795 roku znalazły się na terenie powiatu oszmiańskiego (ujezdu) guberni wileńskiej. Po ustabilizowaniu się granicy polsko-radzieckiej w 1921 roku Łosza wróciła do Polski i znalazła się w gminie Polany. 13 kwietnia 1922 roku gmina weszła w skład objętej władzą polską Ziemi Wileńskiej, przekształconej 20 stycznia 1926 roku w województwo wileńskie, od 1945 roku – w ZSRR, od 1991 roku – na terenie Republiki Białorusi.
W XIX wieku miejscowość miała status miasteczka. W 1931 roku we wsi mieszkało 216 osób, a w majątku – 27 osób. W 2009 roku w Łoszy mieszkało 213 osób.
W XIX wieku stała tu kaplica katolicka parafii cudzieńskiej (Cudzeniszek). Na początku XX wieku wybudowano tu nową kaplicę katolicką pw. Miłosierdzia Bożego, do której w 1989 roku dobudowano dzwonnicę, i które istnieją do dziś.
Na początku XX wieku w okolicach wsi była grupa kurhanów.

## Dwór
Chodźkowie i późniejsi właściciele Łoszy mieszkali w niewielkim, prawdopodobnie modrzewiowym, parterowym dworze na planie prostokąta, o siedmiu osiach. Środkową część frontowej elewacji zdobił trzyosiowy portyk, którego cztery szeroko rozstawione kolumny dźwigały trójkątny szczyt. Dom był przykryty wysokim, gładkim, czterospadowym dachem z niewielkimi lukarnami, nad którym wznosiły się dwa symetrycznie rozmieszczone kominy. Obecnie dwór nie istnieje, na jego miejscu leży kamień upamiętniający jego istnieje.
Dom był otoczony ogrodem, w którym rosły stare drzewa liściaste i iglaste. Leży tu kamień na grobie Lwa Dobrzyńskiego (1907–1937), utalentowanego artysty-malarza.
W skład zespołu dworskiego wchodził m.in. świronek otoczony galeryjką o również czterospadowym dachu, wybudowany w 1780 roku.
Majątek Łosza został opisany w 11. tomie Dziejów rezydencji na dawnych kresach Rzeczypospolitej Romana Aftanazego.